# Nephelium juglandifolium
Nephelium juglandifolium är en kinesträdsväxtart som beskrevs av Carl Ludwig von Blume. Nephelium juglandifolium ingår i släktet Nephelium och familjen kinesträdsväxter. Inga underarter finns listade i Catalogue of Life.